# اچ‌ام‌اس آتلانتا (۱۸۱۴)
اچ‌ام‌اس آتلانتا (۱۸۱۴) (به انگلیسی: HMS Atalanta (1814)) یک کشتی است که طول آن ۹۹ فوت ۰ اینچ (۳۰٫۱۸ متر) می‌باشد. این کشتی  در سال ۱۸۱۲ ساخته شد.